# Sd Kfz 250
Sd.Kfz.250 は、第二次世界大戦中のドイツ国防軍の軽装甲兵員輸送車の制式番号である。1t ハーフトラック (Sd.Kfz.10) をベースにオートバイ兵大隊（偵察部隊）の装備を強化するために開発された。ドイツ語では leichter Schützenpanzerwagen (Sd.Kfz.250) と表記される。また、le.SPW と略される。

## 概要
Demag（デマーク） 社による開発製造、他にアドラー社とビュッシンクNAG社、MWC社がハーフトラックシャーシの製造を行い、装甲車体の製造はビスマルクヒュッテ社、ドイッチュ製鋼所、ボルディヒュッテ製鋼所、ヴィツコヴィッツ社が担当している。1941年3月から1943年9月まで生産されたA型と、形状を簡略化して1943年9月から終戦まで生産が続けられたB型に分かれる。以前は戦後の研究者によりアルテ（Alte）と呼ばれていたA型が4,250輌、ノイ（Neu）と呼ばれていたB型が2,378輛の総計6,628輌ほど作られた。
3tハーフトラックがベースである中型装甲兵員輸送車Sd.Kfz.251に比べると、同じエンジンでより小型軽量なため機動性に勝る。しかし前輪に動力が無いため東部戦線の泥沼化した道ではまともに機動できなくなり、最悪向きを変えバック状態で"前進"せねばならず、また重火器に対する防御力も不足しており、装甲部隊や突撃砲部隊の指揮用・偵察用としては撃破されやすく、前線での評判は良くない。このため突撃砲部隊では指揮官用としてSd.Kfz.253やSd.Kfz.250/5に代わって（大戦初期には数が足りず使えなかった）突撃砲が用いられるようになり、偵察・連絡用としてはもっと小型で軽快なキューベルワーゲンが使われることが多くなった。
また、アメリカ軍のハーフトラック M2/M3 などに比べると、性能の割りに複雑高価すぎるのは否めない。日本の模型マニアやイギリスの実車マニアには「デマーグ」と呼ばれることもあるが、これは 1t ハーフトラックや本車を生産した製造会社名に由来する。タミヤの250/9のキットの商品名でもある。
当初は兵員4名を輸送可能な軽装甲兵員輸送車として装甲偵察部隊を中心に使用された。様々な派生型が作られた。
マイバッハ製VG102128H半自動変速機が使用され前進7段後進3段とドイツ軍装甲車両の特徴である非常に段数の多い変速機を搭載していた。これはドイツ軍の車両全般に共通した仕様でエンジンのトルクが薄く回転数が高いため、一つの変速比で出すことができる速度領域が狭くなっているためである。
アメリカやソビエトの装甲車などは4段から5段で同じ速度を出していた。

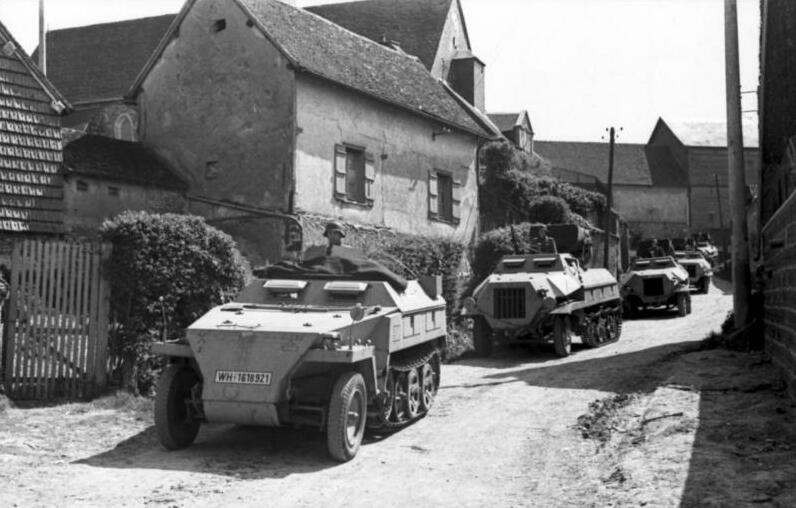
1944年の西部戦線における、装甲板の構成が簡略化されたSd.Kfz.250 B型

- 回転数：毎分2800回転
- 1速：5.5キロ
- 2速：9キロ
- 3速：13キロ
- 4速：20キロ
- 5速：31キロ
- 6速：48キロ
- 7速：65キロ

## バリエーション
Sd.Kfz. 250/1
基本型であり、兵員輸送室の前方に機関銃を装備、後方にも機関銃を置ける三脚のついた、兵員4名を輸送可能な兵員輸送車。ドイッチュ製鋼所によるA型（またはAlt：旧型）の初期生産型は、Sd.Kfz.253と同じ治具で組み立てられたZ車体と呼ばれる車体後部の長い物で400輌ほど製造、次に装甲車体の製造を開始したビスマルクヒュッテ社では、最初から標準的なE車体になっている。1943年秋からは、装甲板構成を根本的に改め簡略化したB型（またはNeu：新型）の量産が開始された。
Sd.Kfz. 250/2
電話線敷設車
Sd.Kfz. 250/3
部隊の統制や、空軍との連絡用の無線指揮装甲車。エルヴィン・ロンメルは北アフリカ戦線で「グライフ (Greif)」及び「アドラー (Adler)」と大きくマーキングされた二輌を用いていた。
Sd.Kfz. 250/4
以前は砲兵観測車だと思われていたが、新たに見つかった資料からMG34機関銃の連装銃架を搭載した軽対空車輌であると判明した。
Sd.Kfz. 250/5・12
砲兵の着弾地点を観測・測定し、砲兵に無線で指示を与える観測車。Sd.Kfz. 250/5 は Sd.Kfz. 253 の代替車輌であり、突撃砲部隊向け。
Sd.Kfz. 250/6
III号突撃砲部隊用の弾薬運搬車。Sd.Kfz. 252 の代替車輌。Ausf. aはIII号突撃砲A型～E型に搭載された短砲身StuK 37 L/24 用の砲弾70発を搭載する前期型で、Ausf. bはIII号突撃砲F型～G型に搭載された長砲身StuK 40 L/43およびL/48 用の砲弾60発を搭載する後期型に相当する。このAusf.a/bの分類は車両側のアルテ/ノイの分類とは無関係である。
Sd.Kfz. 250/7
兵員室内に8 cm sGrW 34迫撃砲装備の自走迫撃砲型および支援用弾薬輸送車。Ausf. aは迫撃砲と砲弾12発、Ausf. bは砲弾輸送車として迫撃砲弾66発を搭載。このAusf.a/bの分類は車両側のアルテ/ノイの分類とは無関係である。
Sd.Kfz. 250/8
24口径 7.5cm 砲装備の歩兵支援用自走砲型。砲弾20発搭載。ほとんどの生産車がB型ベースとなっている。
Sd.Kfz. 250/9
2cm 砲搭載の偵察部隊用車輌。Sd Kfz 222 に代わって部隊配備された。A型ベースの車輌はSd Kfz 222と同型の砲塔を装備していたが、B型ベースの車輌ではSd.Kfz.234/1や38(t)偵察戦車と同型の"ヘンゲラフェッテ38"型砲塔が搭載された。
Sd.Kfz. 250/10
3.7 cm PaK 36対戦車砲搭載。偵察部隊の小隊長用車輌。威力不足のため、Sd.Kfz. 250/11 に代替された。
Sd.Kfz. 250/11
2.8cm sPzB41 重対戦車銃搭載。空挺部隊向けの軽量砲架41も車体後部に搭載され、砲を降ろして使用することもできる。偵察部隊の小隊長用車輌。威力不足のため、Sd.Kfz. 250/8 に代替された。
Sd.kfz. 252
突撃砲部隊の弾薬補給用車両。初期の短砲身型突撃砲用で、車体後部に弾薬を搭載するとともに、専用の弾薬トレーラーを牽く。装甲の基本構成は下記253と同様だが、弾薬搭載の重量と引き換えに、車体装甲後部を大きく斜めにそぎ落とすことで重量軽減を図っている。斜めにそぎ落とされた後上面に、大きな弾薬庫ハッチが設けられている。1940年6月から1941年9月にかけ、413輌が生産された。
Sd.kfz. 253
突撃砲部隊の指揮官用車両。上面に装甲が施されており、250より若干装甲が厚い。生産開始は250より早く、全周防御である以外、シルエットは250とよく似ているが、部品の規格は250の主量産型とは完全には一致していない。250の生産初期まで用いられた旧規格の部品による車体はZ車体と呼ばれる。1940年3月から1941年6月にかけ、285輌が生産された。

## ギャラリー

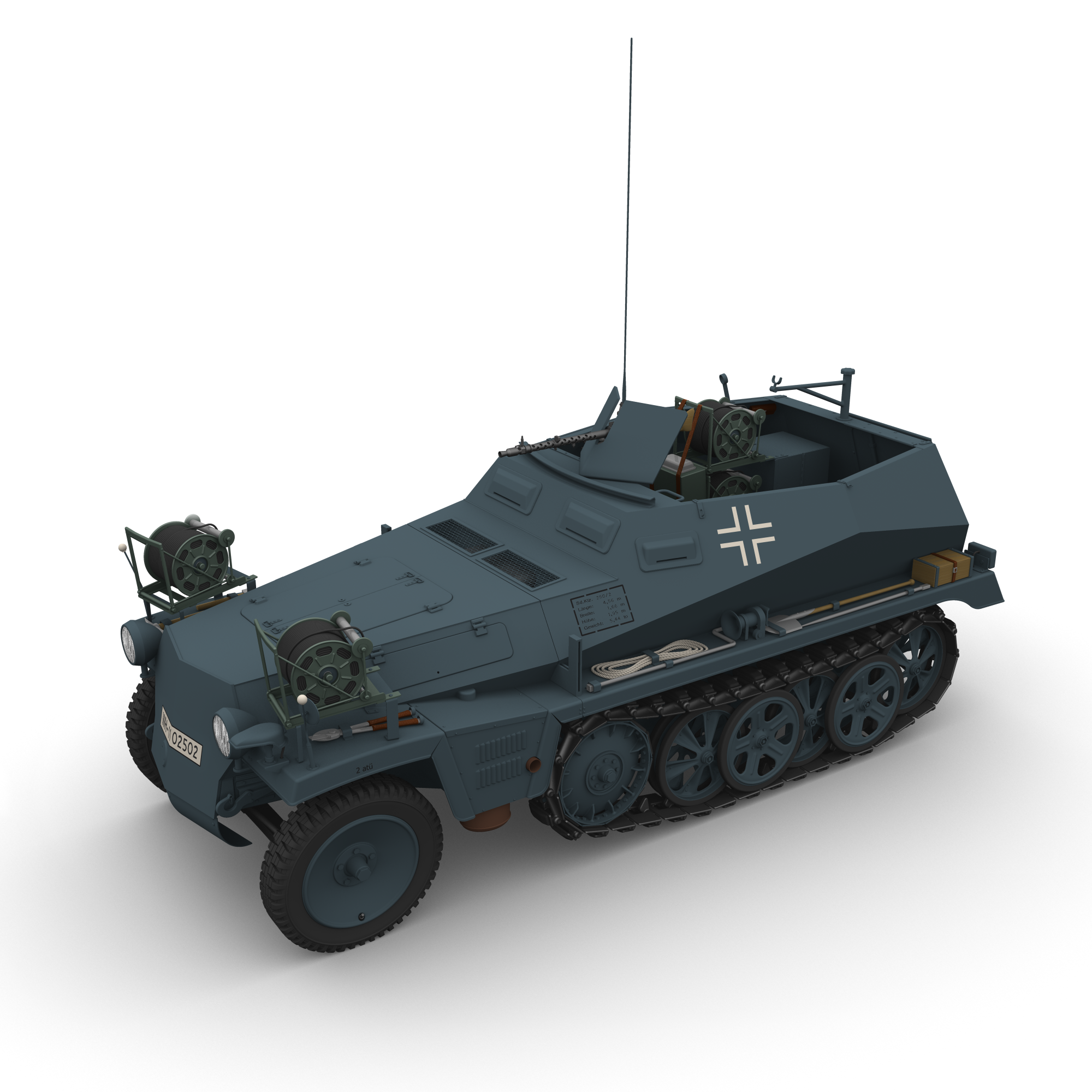
Sd.Kfz. 250/2の3Dモデル
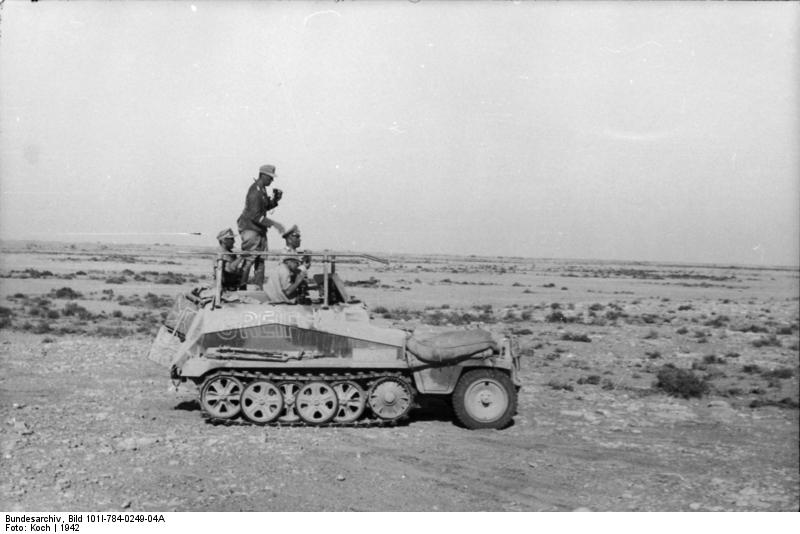
ロンメルが搭乗した無線指揮車、Sd.Kfz. 250/3「グライフ」（1942年、北アフリカ戦線）
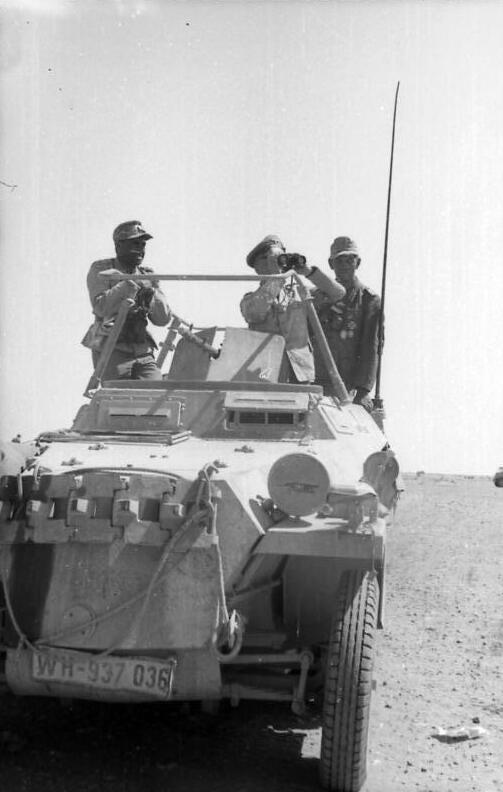
「グライフ」に搭乗するロンメルとフリッツ・バイエルライン（1942年、北アフリカ戦線）
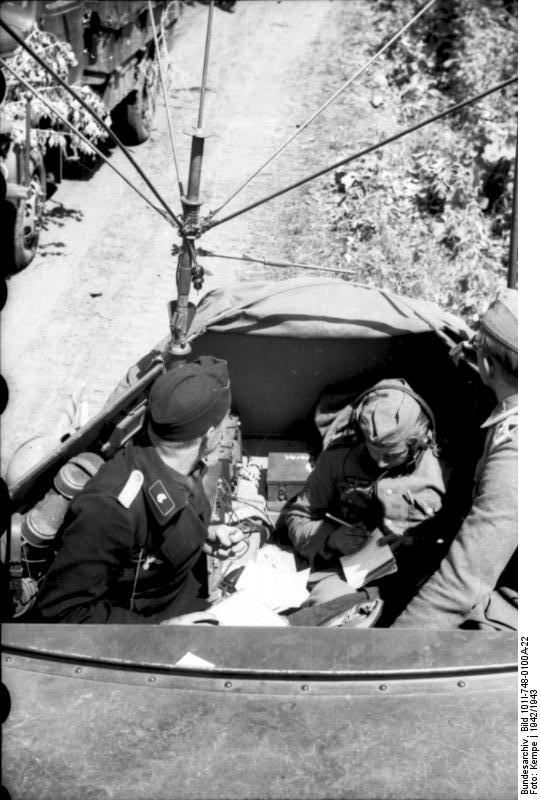
グロースドイッチュラント師団（GD師団）所属、Sd.Kfz. 250/3の車輌内部（1942年）
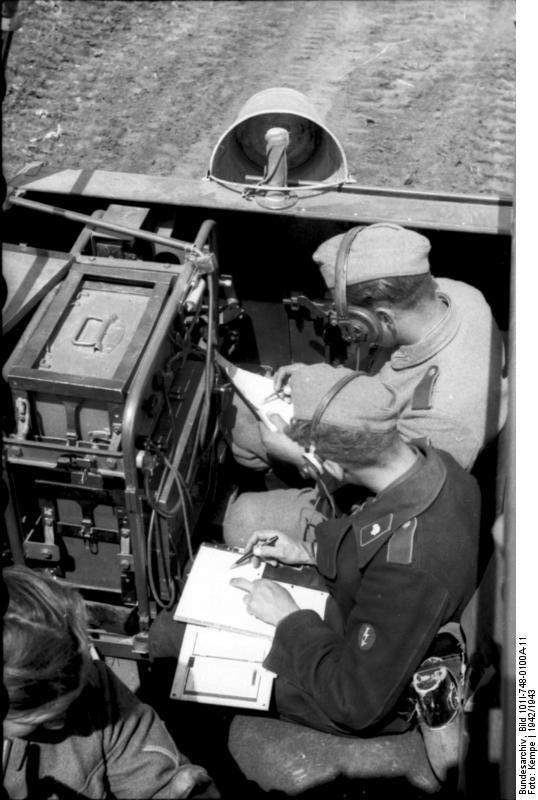
GD師団所属、Sd.Kfz. 250/3の車輌内部（1942年、東部戦線）
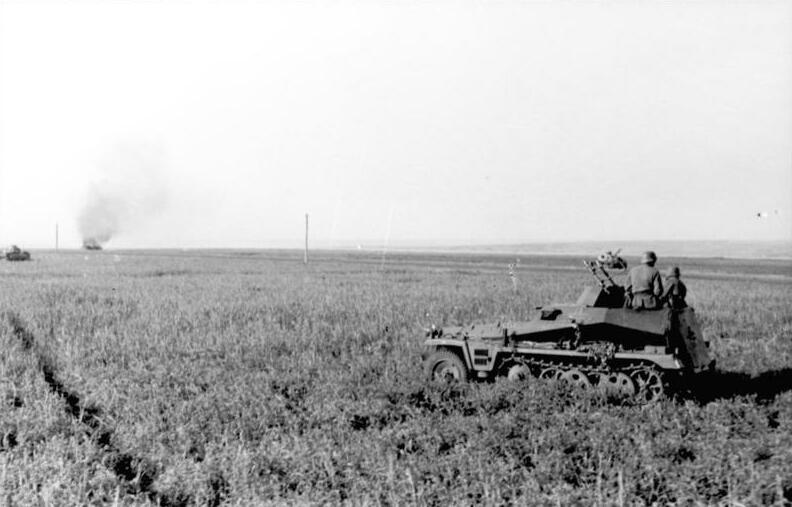
Sd.Kfz. 250/4（1942年、東部戦線）
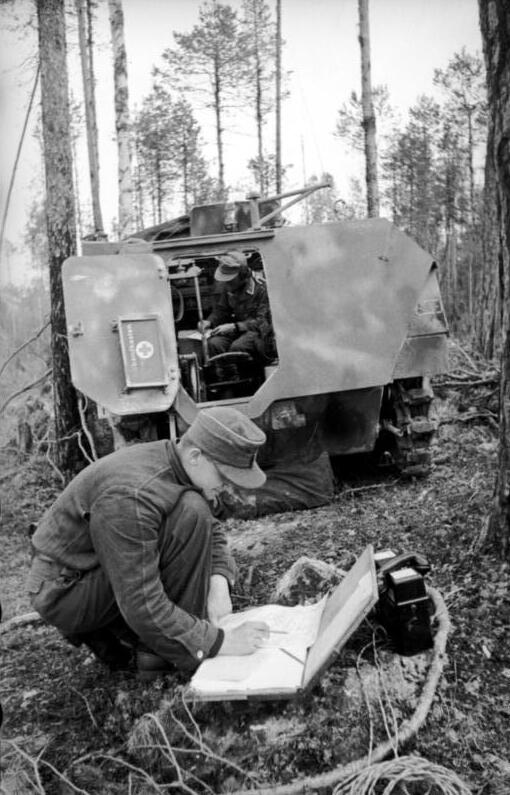
Sd.Kfz. 250/5の背面（1944年、北欧）
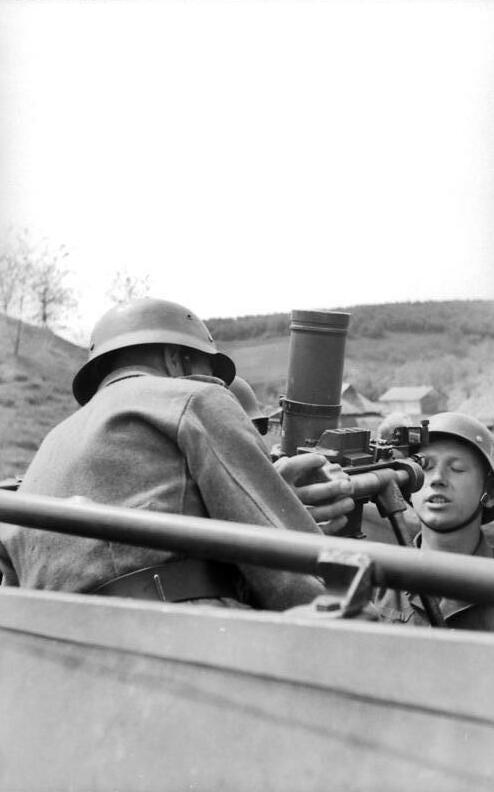
GD師団所属のSd.Kfz. 250/7とされる写真（1943年）
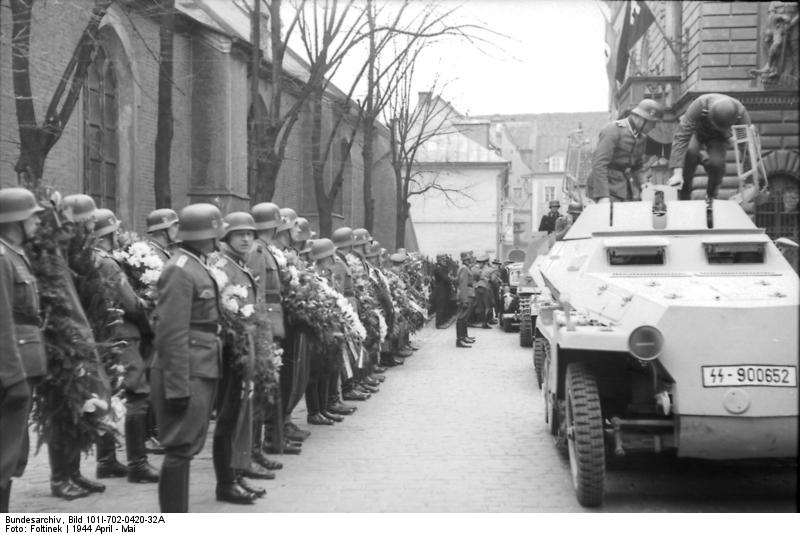
武装SS所属のSd.Kfz. 250/9（1944年、ヴォルデマールス・ヴァイス（英語版）SS大佐の葬儀にて）
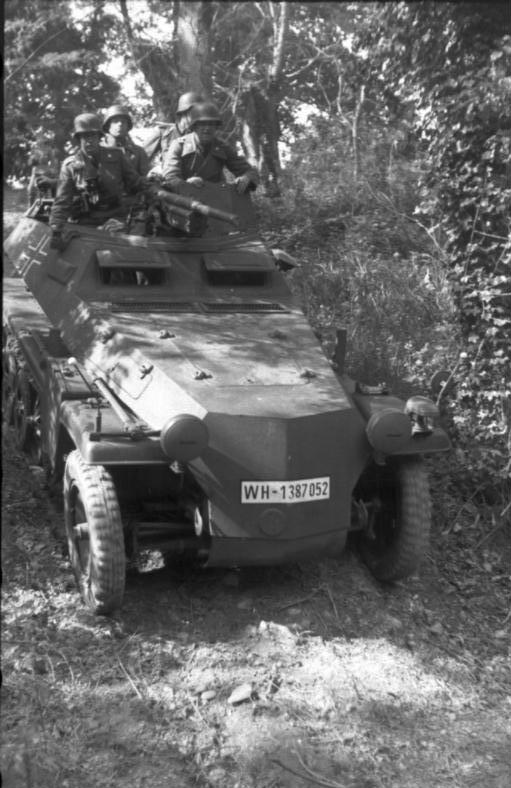
Sd.Kfz. 250/10（1942年）
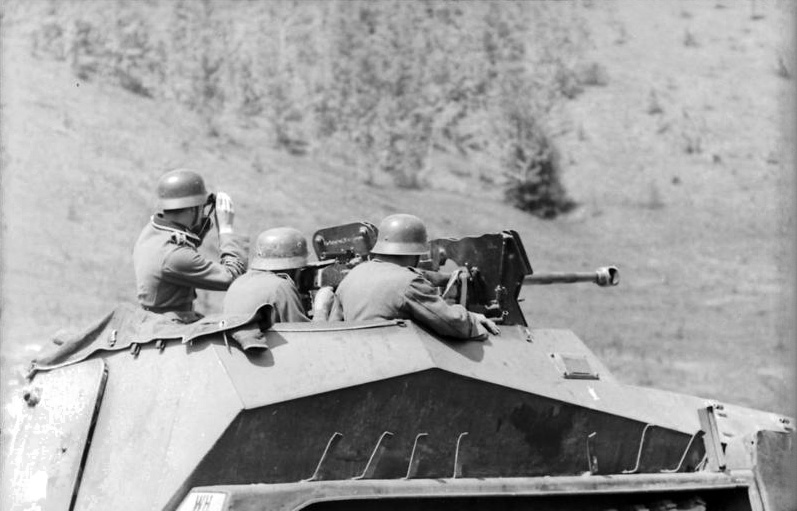
GD師団所属のSd.Kfz. 250/11（1943年）
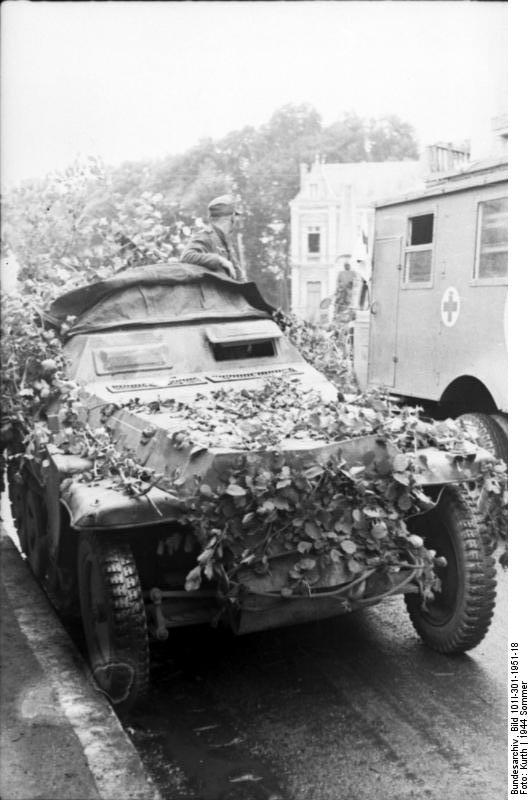
カモフラージュを施した車両（1944年、フランス）